# Miami Orange Bowl
Miami Orange Bowl là một sân vận động thể thao ngoài trời ở Miami, Florida từ năm 1937 đến năm 2008. Nằm trong khu phố Little Havana ở phía tây Trung tâm thành phố, sân được coi là một thắng cảnh, và là sân nhà của đội bóng bầu dục đại học Miami Hurricanes và đội chuyên nghiệp Miami Dolphins trong 21 mùa giải đầu tiên của họ, cho đến khi khai trương Sân vận động Joe Robbie (nay là Sân vận động Hard Rock) ở Miami Gardens gần đó vào năm 1987. Sân vận động là sân nhà tạm thời của FIU Golden Panthers trong khi Sân vận động FIU của đội được mở rộng trong mùa giải 2007.
Ban đầu được gọi là Sân vận động Burdine khi khánh thành vào năm 1937, sân được đổi tên vào năm 1959 cho trận đấu bowl Orange Bowl của bóng bầu dục đại học được tổ chức tại sân vận động sau mỗi mùa giải từ năm 1938 đến năm 1996. Sự kiện được chuyển đến Sân vận động Pro Player (nay là Sân vận động Hard Rock) bắt đầu vào ngày 31 tháng 12 năm 1996. Vào tháng 1 năm 1999, trận đấu đã quay trở lại Orange Bowl lần cuối cùng do xung đột về lịch trình. Đội bóng chày Miami Marlins của giải đấu nhỏ thỉnh thoảng chơi các trận đấu ở Orange Bowl từ năm 1956 đến năm 1960.
Sân vận động nằm trên một khối lớn bao quanh bởi Đường số 3 Tây Bắc (phía Nam), Đại lộ số 16 Tây Bắc (phía Tây), Đường số 6 Tây Bắc (phía Bắc) và Đại lộ số 14 Tây Bắc (phía Đông, cuối sân vận động).
Orange Bowl đã bị phá dỡ vào năm 2008 và địa điểm hiện nay là Marlins Park, sân nhà của Miami Marlins của Major League Baseball, được khánh thành vào năm 2012.